# William Lovett

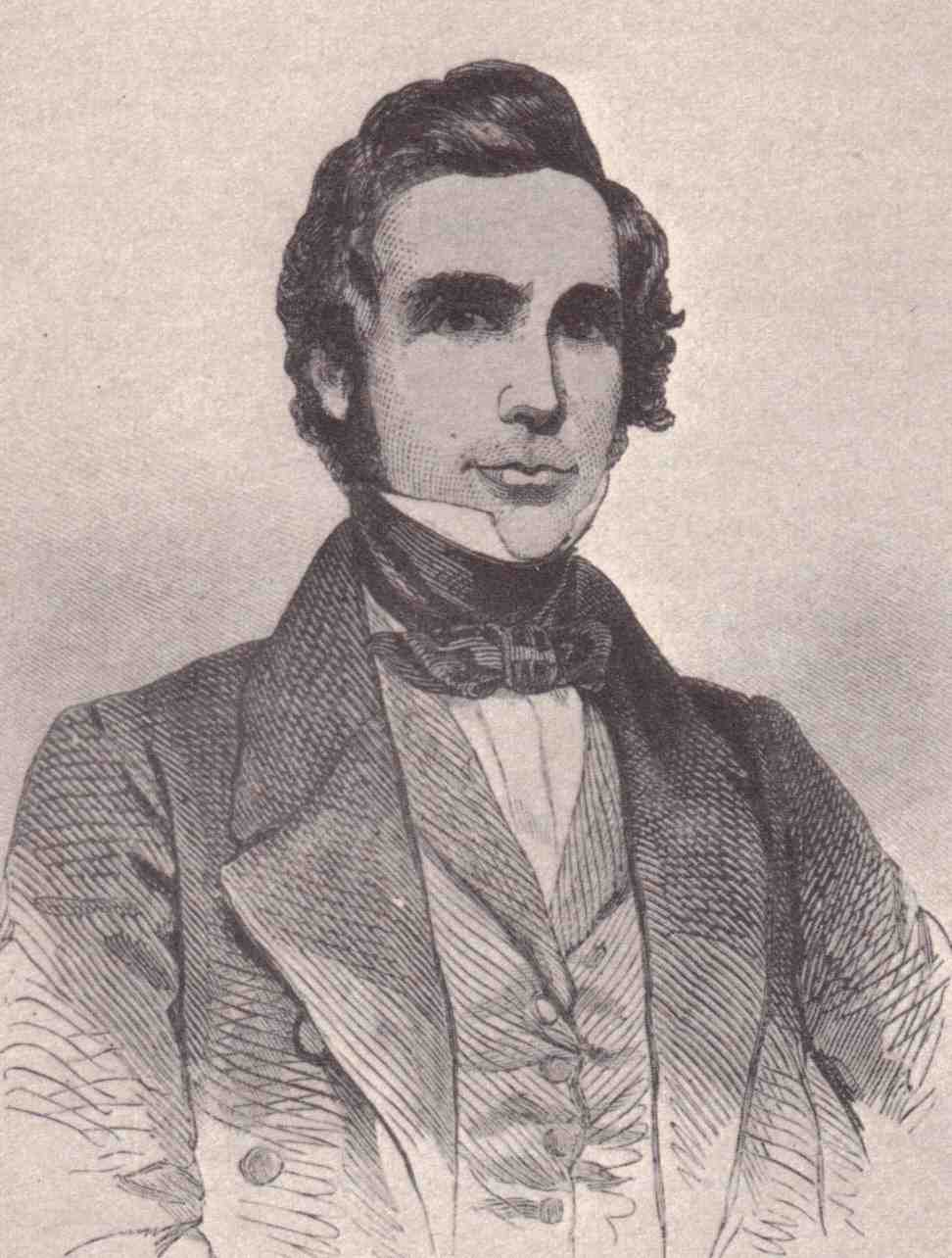
William Lovett

William Lovett (* 8. Mai 1800 in Penzance (Cornwall); † 8. August 1877) war ein Anführer des englischen Chartismus.
Lovett arbeitete als Seiler und Tischler in London und engagierte sich in der entstehenden Arbeiterbewegung seiner Zeit. Als Funktionär des ebenfalls am Anfang stehenden Genossenschaftswesens betätigte er sich als Redner und Agitator. Im Rahmen der Auseinandersetzungen um die Reformgesetzgebung von 1832 wurde Lovett erstmals im größeren Umfang politisch aktiv. Zu diesem Zeitpunkt zählte er zu den Befürwortern einer Bewaffnung der Arbeiter, um sich gegen das befürchtete gewaltsame Vorgehen der Staatsmacht zu wehren.
1836 gründeten Lovett und einige Freunde die London Working Men’s Association, zunächst als Arbeiterbildungsverein, zunehmend aber als politisch agitierende Gruppe.
Seit 1832 begann sich aus Enttäuschung über die weitgehende Missachtung der Arbeiterschaft in der Reformgesetzgebung und den geringen Einfluss der jungen Gewerkschaften die Chartistenbewegung zu bilden, die auf Unterschriftenlisten und Demonstrationen als Mittel der politischen Einflussnahme setzte. Lovett gehörte zu den Gründern dieser Bewegung und wurde auf einem Chartistenkonvent im Februar 1839 zu deren Sekretär gewählt. Er wurde zum wichtigsten Vertreter des gemäßigten Flügels der Bewegung, der auf das Überzeugen der Regierenden mit moralischen Argumenten setzte und die Anwendung physischer Gewalt ablehnte. Seine Versuche, Unterstützung aus dem bürgerlichen Lager zu gewinnen und die Gründung von Arbeiterbildungsvereinen durch Lovett brachte ihn immer stärker in Konflikt mit der bald dominierenden gewaltbereiten Strömung der Chartisten um Feargus O’Connor.
Seine Arbeiterbildungsbewegung unter der Bezeichnung „New Move“ blieb weit hinter Lovetts eigenen Erwartungen zurück. Die Mitgliederzahl stieg nie über 5000 an. Der Unterrichtsbetrieb beschränkte sich auf Sonntagsschulen. Ab der Mitte der 1840er Jahre hatte Lovett kaum noch Einfluss auf die Chartistenbewegung, die ab 1848 ohnehin weitgehend zusammenbrach. Seine restlichen Lebensjahre verbrachte er als Naturkundelehrer an der 1849 von ihm gegründeten Schule.